# Notophorina fusca
Notophorina fusca är en insektsart som beskrevs av Burckhardt 1987. Notophorina fusca ingår i släktet Notophorina och familjen rundbladloppor. Inga underarter finns listade i Catalogue of Life.